# Psychoda phalanga
Psychoda phalanga är en tvåvingeart som beskrevs av Quate 1965. Psychoda phalanga ingår i släktet Psychoda och familjen fjärilsmyggor. Inga underarter finns listade i Catalogue of Life.